# Асаф Джах I
Камар уд-Дин, Чин Килич Хан, Хан-и-Дауран, Низам-уль-Мульк Асаф Джах I (11 августа 1671 — 22 мая 1748) — индийский феодальный властитель, визирь империи Великих Моголов, основатель династии низамов Хайдарабада (1720—1948).

## Происхождение
Род Асаф Джаха происходил из Средней Азии. Его прадед, Алам Шейх, родился в Самарканде. Его старший сын, Кваджа Абид в 1654—1655 годах, совершая хадж в Мекку, посетил Индию и был представлен ко двору Великих Моголов. По возвращении из Аравии в 1657 году он принял участие в разразившейся в Индии междоусобной войне между наследниками за трон Великих Моголов и выступил на стороне Аурангзеба. Став падишахом, Аурангзеб неоднократно выдвигал его, пожаловал ему титул хана, затем титул Килич-хана. Абид погиб во время осады Голконды 30 января 1687 года. Его старший из 5 сыновей, Шахар уд-Дин, был отцом Асаф Джаха. Матерью его была Сафия Ханам, первая жена Шахаб уд-Дина, дочь Садуллы-хана, визиря падишаха Шах Джахана.

## Начало службы
Камар уд-Дин, получивший позднее мансаб Асаф Джах I, уже в детстве привлекал внимание Аурангзеба. В 6-летнем возрасте он получил от Великого Могола в подарок отряд в 450 всадников, в 7 лет — ещё столько же. С 1685 года ему присваивается ханский титул, с 1690 года — титул Килич-хана. В 1700 году назначается субадаром Карнатаки и фаудждаром Таликоты. В 1702 году Камар уд-Дин становится субадаром Биджапура, а в качестве особой чести от падишаха — получает «сарпех» (украшенный драгоценными камнями браслет), коня и слона.
После смерти Аурангзеба Мухаммад Азам Шах пытался привлечь на свою сторону Камар уд-Дина, назначив его губернатором богатого торгового города Бурханпура и пожаловав ему мансаб Хан-и-Дауран. После гибели Азам Шаха в 1707 году новый падишах Бахадур Шах I призывает Камар уд-Дина к своему двору. Бахадур Шах подтвердил все звания и титулы Камар уд-Дина, дополнительно назначив его субадаром Ауда и фаудждаром Лакхнау. Однако по прошествии некоторого времени Камар уд-Дина оставляет политическую деятельность.
Во время следующей смуты, после смерти Бахадур Шаха в 1712 году Камар уд-Дин поддерживает претензии на трон Азим уш-Шана, однако и одержавший победу Джахандар Шах сохраняет за Камар уд-Дином его высокие посты и даже ещё более возвышает его. В годы правления падишахов Джахандара и сменившего его Фарук Сийяра в составе могущественной суннитской клики Турани, он пользуется при дворе значительным влиянием.
Слабовольный, но жестокий Фарук Сийяр пожаловал Асаф Джаху титул Низам-уль-Мульк и в 1713 году назначает его субадаром 6 суб (провинций) Деккана и фаудждаром Карнатаки. Во время своего правления в Декане с резиденцией в городе Аурангабад (ныне в штате Махараштра) Асаф Джах сумел рационально организовать систему поступления налогов и дани, а также сдерживать натиск на империю воинственных маратхских князей. В 1715 году Асаф Джах был отозван в столицу, однако в дворцовой атмосфере постоянных интриг, организуемых братьями Сайидами, чувствовал себя весьма неуютно.

## На службе у Мухаммад Шаха
С тем, чтобы избавиться от него и пришедших с ним в столицу войск Асаф Джах вскоре после свержения Фарук Сийяра был назначен фаудждаром Мурадабада и субадаром Малвы. С тем, чтобы избежать гибели в результате направленного против него заговора влиятельных при дворе братьев Сейидов, Асаф Джах самовольно вновь отправляется в Декан. 19 июня 1720 года в битве при Пандере он разбивает войска губернатора этой территории. Новому императору Мухаммад Шаху Асаф Джах посылает письмо с выражением покорности и дружбы, приложив к нему засоленную голову убитого губернатора. В ответ Мухаммед Шах прислал взамен свой фирман, назначавший новым правителем Асаф Джаха.
В конце 1722 года Асаф Джах был вызван в Дели и назначен визирем и субадаром Гуджарата. Визирство Асаф Джаха отличалось строгостью и старательной экономией, что вызвало недовольство придворных. В результате в ноябре 1723 года он должен был фактически сложить с себя полномочия визиря. «Фактически» потому, что в империи Великих Моголов звание визиря жаловалось пожизненно. 18 декабря 1723 года Асаф Джах уехал на охоту как раз в то время, когда маратхи вновь перешли в наступление на Великих Моголов (это нападение было тайно организоваго самим Асаф Джахом).
Воспользовавшись смутой и неразберихой в империи, Асаф Джах вновь направляется в Декан и занимает в 1724 году Аурангабад. 11 октября 1724 года он в битве у Шакархедлара, в 55 километрах от Аурангабада наголову разбивает войско субадара Деккана Мубариз-хана. В этом сражении погибают сам Мубариз-хан, двое его сыновей и 3 тысячи воинов. 16 января 1725 года войско низама вступило в Хайдарабад. После этих событий император в Дели снова издаёт фирман, назначающий Асаф Джаха субадаром Деккана. В ответ последний, контролировавший треть доходов империи и почти три четверти её военных расходов сообщил, что остаётся преданным слугой Великих Моголов. Действительно, низамы Хайдарабада вплоть до свержения и ссылки последнего Великого Могола в 1858 году никогда не претендовали на свою полную независимость. Все назначения и награждения в Хайдарабаде производились от имени и «по повелению» Великих Моголов — даже после 1803 года, когда они фактически были лишены реальной власти. Вплоть до правления низама Асаф Джаха III монеты Хайдарабада также чеканились от имени императоров.
Государство Асаф Джаха состояло из 6 провинций Декана, разделённых на 93 округа-«саркара», в свою очередь делящихся на 1228 районов (параганас). Во главе каждого из них стоял назначаемый из Хайдарабада чиновник, получавший за свою службу земельные владения. Чиновники (мансабары) выполняли военные, судебные функции, занимались надзором за сбором налогов. Часть собранных средств отправлялась в Дели, ко двору императора. На востоке территории, подчинявшиеся Хайдарабаду, доходили до Бенгальского залива и входили там в соприкосновение с британскими и французскими областями влияния.
В 1720-е годы Асаф Джах вёл длительную борьбу с маратхами, претендовавшими на выплаты дани от Хайдарабада. В связи с этим он вмешивался в междоусобную борьбу среди маратхов и поддерживал претендента на трон Самбхаджи. Война с маратхами, то затихая, то разгораясь с новой силой длилась до марта 1728 года, когда был заключён мир на маловыгодных для низама условиях. Почти 10 лет также длилась война с правителем (пешвой) маратхов в Гуджарате и Малве Баджи Рао I. Эта старая вражда закончилась битвой при Бхопале в январе 1738 года, которую выиграл пешва.
По желанию императора, летом 1737 года наваб прибыл в Дели, где ему был оказан почётный приём. При этом он получил высший титул империи «Асаф Джах», а также «шеркваб» — особый вид одежды, ношение которого дозволялось лишь членам императорской фамилии. После этого он был направлен с войском в Малву, на которую напали маратхи.
В 1738 году он действует против войск Надир-шаха с целью вынудить последнего покинуть Индию. В 1739 году Надир-шах, информированный о слабости и коррупции, царящих в империи Великих Моголов, предпринимает поход на Дели с целью свергнуть Мухаммед-Шаха с престола. Несмотря на то, что в войнах с маратхами и Надир-шахом Асаф Джах особыми успехами не отличился, со стороны императора для него вновь последовали награды и почести. 7 августа 1740 года низам окончательно покидает Дели и в середине ноября прибывает в Бурханпур.
На время своего отсутствия в 1737 году Асаф Джах назначил в Хайдарабаде временным правителем своего второго сына, Насира Джанга. В 1740 году тот поднимает восстание против отца и провозглашает себя полновластным губернатором Декана. Попытки вести переговоры и примирение ни к чему не привели. В марте 1741 году Асаф Джах занимает Аурангабад, покинутый его сыном. 2 августа 1741 года при Аурангабаде войска Насира Джанга были разгромлены, он попытался бежать, но был схвачен и посажен в тюрьму. Асаф Джах же после этого по возможности консолидировал и укреплял своё государство.
В 1743 году Асаф Джах, по просьбе раджи Танджавура и за уплату 4 миллионов рупий, участвует в войне с маратхами, напавшими на княжество Аркот.
В 1746 году он занят подавлением восстания раджей в Балконде.
В 1747 году в Хайдарабаде разразился сильнейших голод. Похоронен Асаф Джах I в крепости города Даулатабада.
30 лет правления Асаф Джаха в Декане были — в понимании позднесредневековых индийских авторов — достаточно мирными и благополучными для его подданных. Низам занимался также строительством, основав город Низамабад, построив новые крепостные стены в Хайдарабаде и проложив Харзул-канал через Аурангабад. Покровительствовал мусульманским учёным-теологам, поэтам и сам был автором многочисленных стихотворений на персидском языке (языке императорского двора), собранные затем в два тома.

## Наследники
После смерти Асаф Джаха I на трон Хайдарабада претендовали четверо сыновей и внук. Ни один из его детей не обладал военными и дипломатическими талантами отца.
- С 1 января 1748 года по 16 декабря 1750 года государством правил второй сын Асаф Джаха I, Насир Джанг, освобождённый отцом из темницы. В 1749 году он принимает титул Низам-уд-Даула. Застрелен Химмат-ханом, пуштунским вождём.
- С 16 декабря 1750 по 13 февраля 1752 года правителем являлся Музаффар Джанг. Был ставлеником французов. По пути в Хайдарабад для восшествия на трон, после сражения против войск своих бывших союзников-пуштунов у Лаккареди-палли был убит.
- С февраля 1751 года по 16 октября 1752 года страной правил старший сын Асаф Джаха I, Гази уд-Дин. Ранее он был представителем своего отца при дворе в Дели. Поддерживался пешвой. Отравлен в Аурангабаде своей приёмной матерью.
- Параллельно с предыдущим, низамом Хайдарабада провозгласил себя 13 февраля 1751 года Салабат Джанг, третий сын Асаф Джаха I. При помощи французов он занял трон и правил страной до 8 июля 1762 года. Был признан как губернатор Великими Моголами, пожаловавшими ему титулы Асаф уд-Даула и Амир-уль-Мамалик. Был свергнут своим братом, заключён в тюрьму Бидара в июле 1762 года и в 1763 году убит.
- С 8 июля 1762 года по 6 августа 1803 года Хайдарабадом управлял младший сын Асаф Джаха I, Асаф Джах II (род. в 1734 году). Разгромив в начале января 1762 года маратхов под Пуной, использовал свой успех после возвращения для свержения с престола старшего брата. Пользовался поддержкой англичан.

Потомки Асаф Джаха I были навабами также в основанном в 1784 году небольшом княжестве Баони.

## Жены и дети
У Асаф Джаха было три жены. Его первой женой стала дочь Азд уд-Даулы, Наваба Кваджи Мухаммада Камала, Иваза Хана Бахадура, Кисвара Джанга, субарада Берар. Его второй супругой стала Умда Бегум Сахиба (? — 1775), а третьей — Саид ун-нисса Бегум Сахиба, дочь шейха Наджибулла Хана вала Шахи из Гулбарги. У него было шесть сыновей и семь дочерей:
- Амир уль-Умара, Низам-уль-Мульк, Асаф-уд-Даула, Наваб Мир Гази уд-Дин Хан Бахадур, Фируз Джанг (1709 — 16 октября 1752), заместитель главного казначея (наиб бакши) (1740—1745), главный казначей (мир бакши) (1751), субадар Агры (1751), Малвы и Гуджарата. В 1751 году он был назначен субадаром Декана с титулом Низам-уль-Мульк. Претендент на хайдарабадский княжеский престол, в союзе в маратхами воевал со своим младшим братом Насир Джангом.
- Хумаюн Джах, Низам уд-Даула, Наваб Мир Ахмад Али Хан Бахадур, Насир Джанг, Наваб Субадар Декана (26 февраля 1712 — 16 декабря 1750), второй низам Хайдарабада (1748—1750)
- Наваб Саид Мухаммад Хан Бахадур, Салабат Джанг (24 ноября 1718 — 16 сентября 1763), четвертый низам Хайдарабада (1751—1762)
- Наваб Мир Низам Али Хан Бахадур, Асад Джанг, Низам уль-Мульк, Низам-уд-Даула, Наваб Мир Низам Али Хан Бахадур, Фатх Джанг, Сипах Салар, Наваб Субадар Декана (7 марта 1734 — 6 августа 1803), пятый низам Хайдарабада (1762—1803)
- Амир уль-Умар, Шуя уль-Мульк, Амад уд-Даула, Наваб Мир Мухаммад Шариф Хан Бахадур, Басалт Джанг (до 1 мая 1737 — 6 октября 1782), субадар Биджапура (1756—1760), вакиль-и-Мутлак Декана (1757—1759, 1760), субадар Адони и Райхура (1762)
- Хумаюн Джанг, Насир уль-Мульк, Мотакид-уд-Даула, Наваб Чин Килич Хан Бахадур, Насир Джанг (1737 — 25 июля 1802).
- Сахибзади Хайр ун-Ниса Бегум, мать Музаффар Джанга, третьего низама Хайдарабада (1750—1751)
- Сахибзади Падшах Бегум
- Сахибзади Мушина Бегум
- Сахибзади Худжаста Бану Бегум (? — 1788)
- Сахибзади Бадар ун-ниса Бегум Сахиба
- Сахибзади Мукарама Бану Бегум (? — 1779)
- Мах Бано Бегум Сахиба